# Lee Chan-hyung
Lee Chan-hyung (hangul= 이찬형), es un actor surcoreano.

## Carrera
Es miembro de la agencia "Mystic Story" (미스틱스토리).
El 10 de enero del 2019 se unió al elenco de la serie web Re-Feel donde dio vida a Han Jae-hee, un joven que poco después de comenzar a trabajar en la cafetería "Re-Feel", comienza a enamorarse de su mejor amiga Park Jin-ho (Jeon Hye-yeon), a quien rechazó en el pasado, hasta el final de la serie el 2 de febrero del mismo año.
En del mismo año apareció como personaje invitado en la popular serie web A-TEEN 2 donde interpretó a un estudiante de periodismo.
El 2 de abril del 2020 apareció en la serie Hospital Playlist donde dio vida un nuevo interno del departamento de cirugía general del "Yulje Medical Center".
En marzo del mismo año se unió al elenco principal de la segunda temporada de serie web Fight Hard, Love Harder donde interpretó a Woo Ri, un joven que se reencuentra con su novia Areum (Jung Shin-hye) después de salir de su servicio militar obligatorio.
En noviembre del mismo año se unió al elenco recurrente de la serie The Uncanny Counter (también conocida como "Amazing Rumor") donde da vida a Kwon Soo-ho, hasta ahora.

## Filmografía

### Cine
| Año  | Título  | Hangul | Papel         | Notas              | Ref.  |
| ---- | ------- | ------ | ------------- | ------------------ | ----- |
| 2024 | Victory | 빅토리 | Kim Dong-hyun | Reparto secundario | [ 8 ] |

### Series de televisión
| Año     | Título                              | Personaje                | Notas                  |
| ------- | ----------------------------------- | ------------------------ | ---------------------- |
| 2019    | Re-Feel                             | Han Jae-hee              | Serie web, 8 episodios |
| 2019    | A-TEEN 2                            | Estudiante de Periodismo | Serie web, ep. 11      |
| 2019    | Love Playlist: Season 4             | Han Jae-hee              | Serie web, ep. 16      |
| 2020    | Painless Youth (안 아파도 청춘이다) |                          | 10 episodios           |
| 2020    | Pasillos de hospital                | Choi Seon-young          | 2 episodios            |
| 2020    | Fight Hard, Love Harder: Season 2   | Woo-ri                   | Serie web, ep. 3       |
| 2020-21 | The Uncanny Counter                 | Kwon Soo-ho              |                        |
| 2021    | Pasillos de hospital 2              | Choi Seon-young          |                        |
| 2021    | My Sweet Dear                       | Yoon Do-gun              |                        |
| 2021    | Re-Feel: If Only                    | Han Jae-hee              | Serie web, 6 episodios |

### Apariciones en videos musicales
| Año  | Intérprete              | Canción              | Notas                  |
| ---- | ----------------------- | -------------------- | ---------------------- |
| 2019 | Soyou ft. Jukjae (적재) | On the Road (길에서) | (X-MAS Project Vol. 1) |